# Rodrigo Romero
Rodrigo Romero, paragvajski nogometaš, * 8. november 1982, Paragvaj.
Sodeloval je na nogometnemu delu poletnih olimpijskih iger leta 2004 in osvojil srebrno medaljo.